# Dmitri Nikolaïevitch Nadiojny
Dmitri Nikolaïevitch Nadiojny (en russe: Дмитрий Николаевич Надёжный, (5 novembre calendrier julien: 24 octobre 1873, à Nijni Novgorod - 22 février 1945, à Moscou) était un commandant dans l'armée impériale russe, qui a ensuite rejoint l'Armée rouge. Il atteignit le grade de général de corps d'armée et a combattu lors de la Première Guerre mondiale et de la guerre civile russe, commandant le front nord de l'Armée rouge.

## Crédits
- (en) Cet article est partiellement ou en totalité issu de l’article de Wikipédia en anglais intitulé « Dmitry Nikolayevich Nadyozhny » (voir la liste des auteurs).